# ألان زامورا
ألان زامورا (بالإسبانية: Alan Zamora)‏ (8 أبريل 1985 بمدينة مكسيكو في المكسيك - ) هو لاعب كرة قدم مكسيكي في مركز الوسط. لعب مع أتلانتي إف سي ونادي بويبلا ونادي تشياباس ونادي سان لويس وتيبورونيس روخوس دي فيراكروز ونادي كيريتارو.

## روابط خارجية
- ألان زامورا على موقع قاعدة بيانات كرة القدم.إي يو (الإنجليزية)
- ألان زامورا على موقع Soccerway.com (الإنجليزية)